# طحلب الكلب العملاق

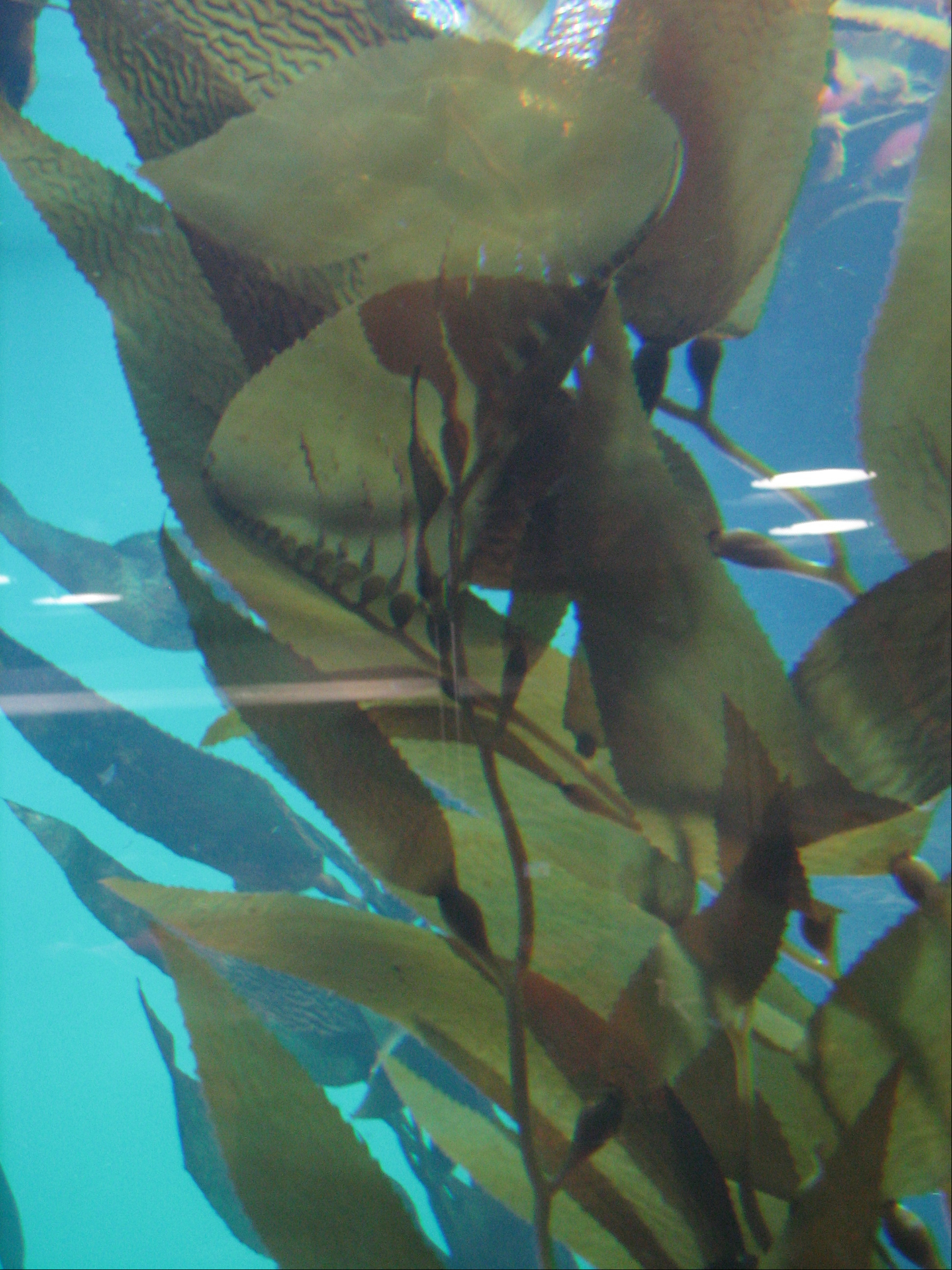
ماكروسايكتس بايريفيرا

الماكروسايكتس بايريفيرا (Macrocystis pyrifera)، هو أطول عشب بحري. ينمو علي طول ساحل المحيط الهادي الأمريكي. وهو طحلب بني يبلغ طوله 60 متر.

## معرض صور

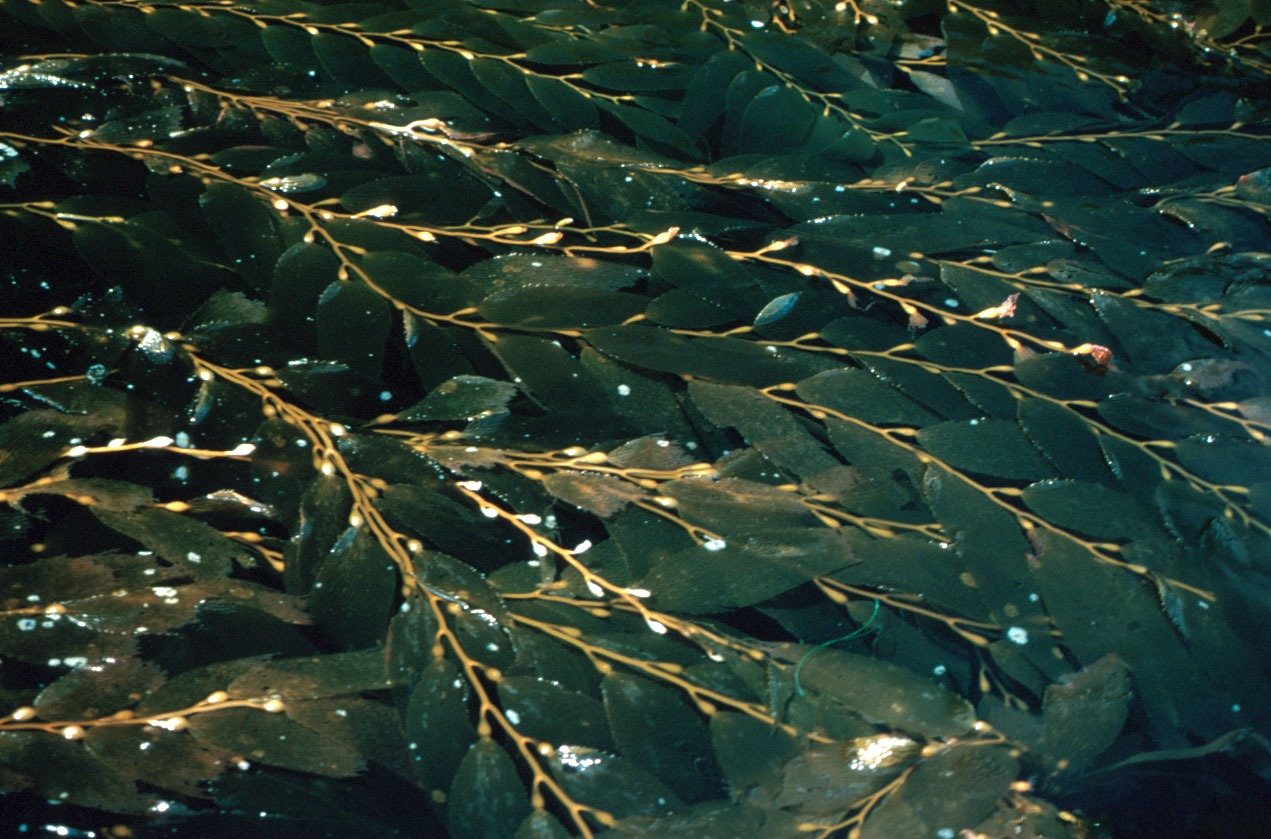
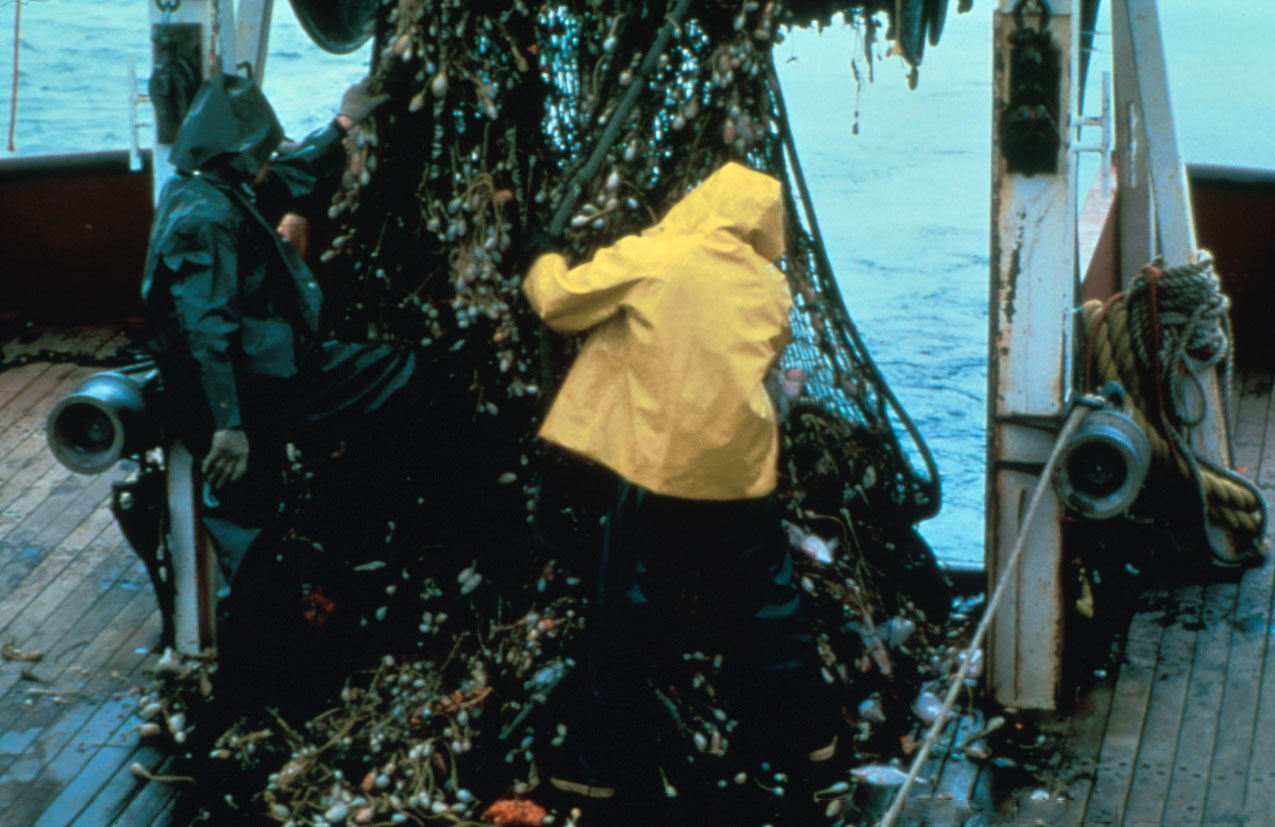
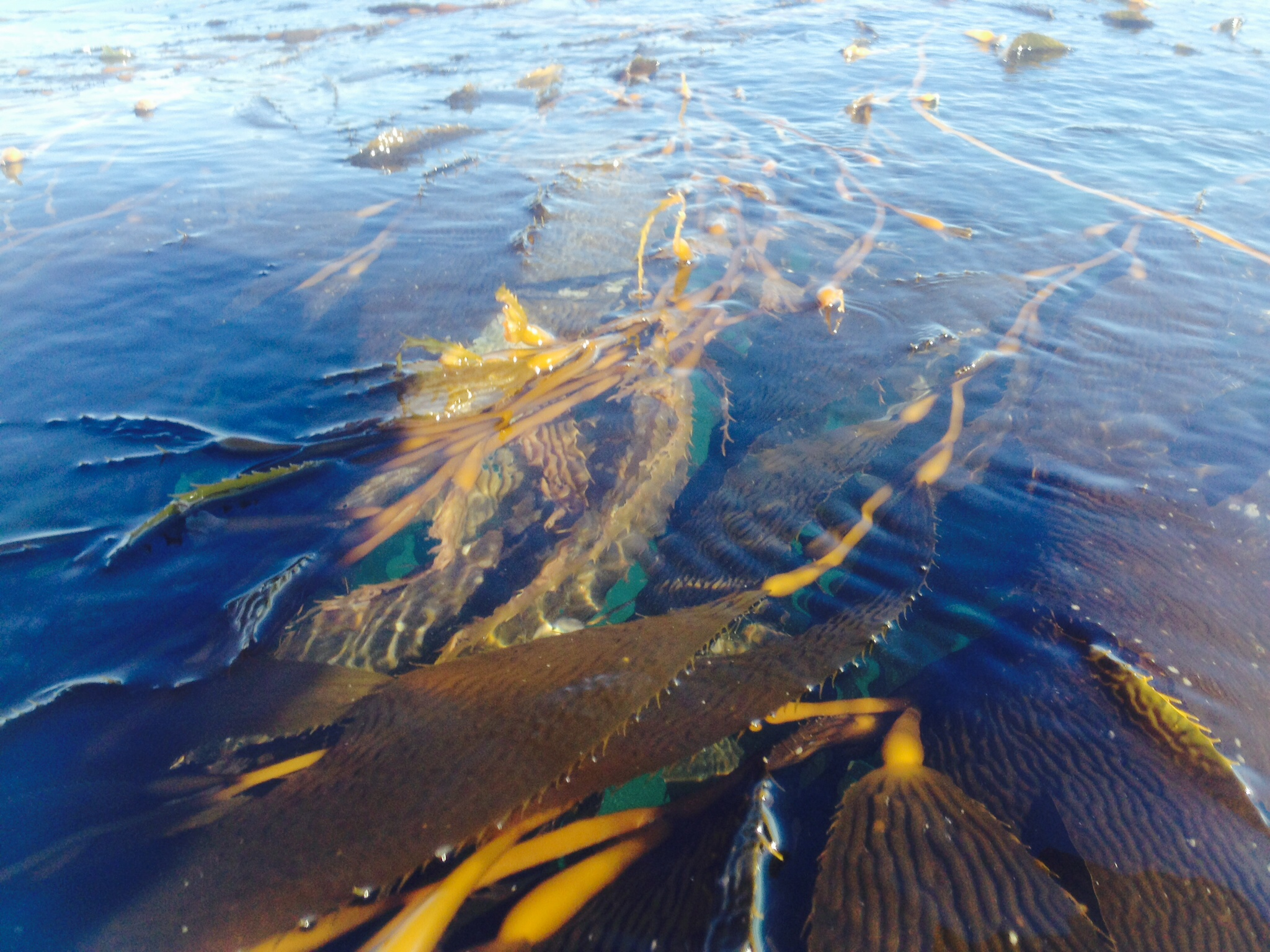
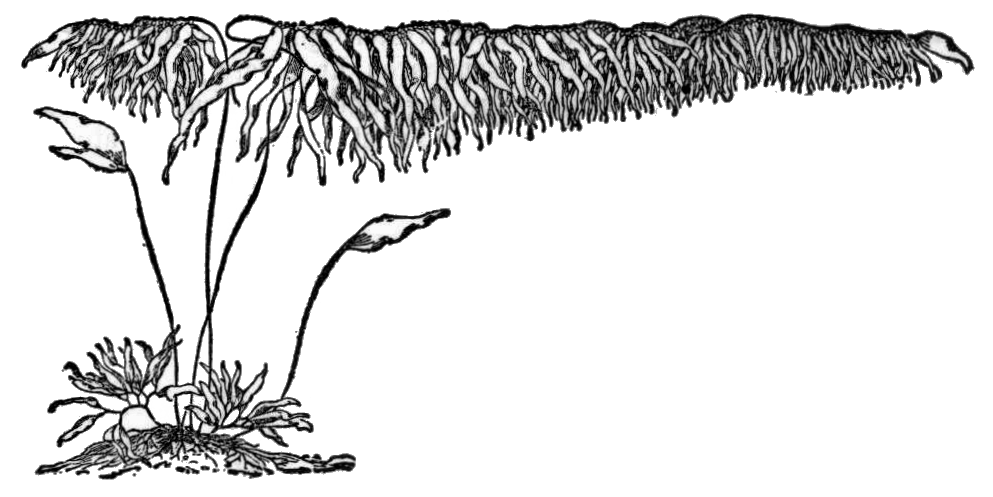
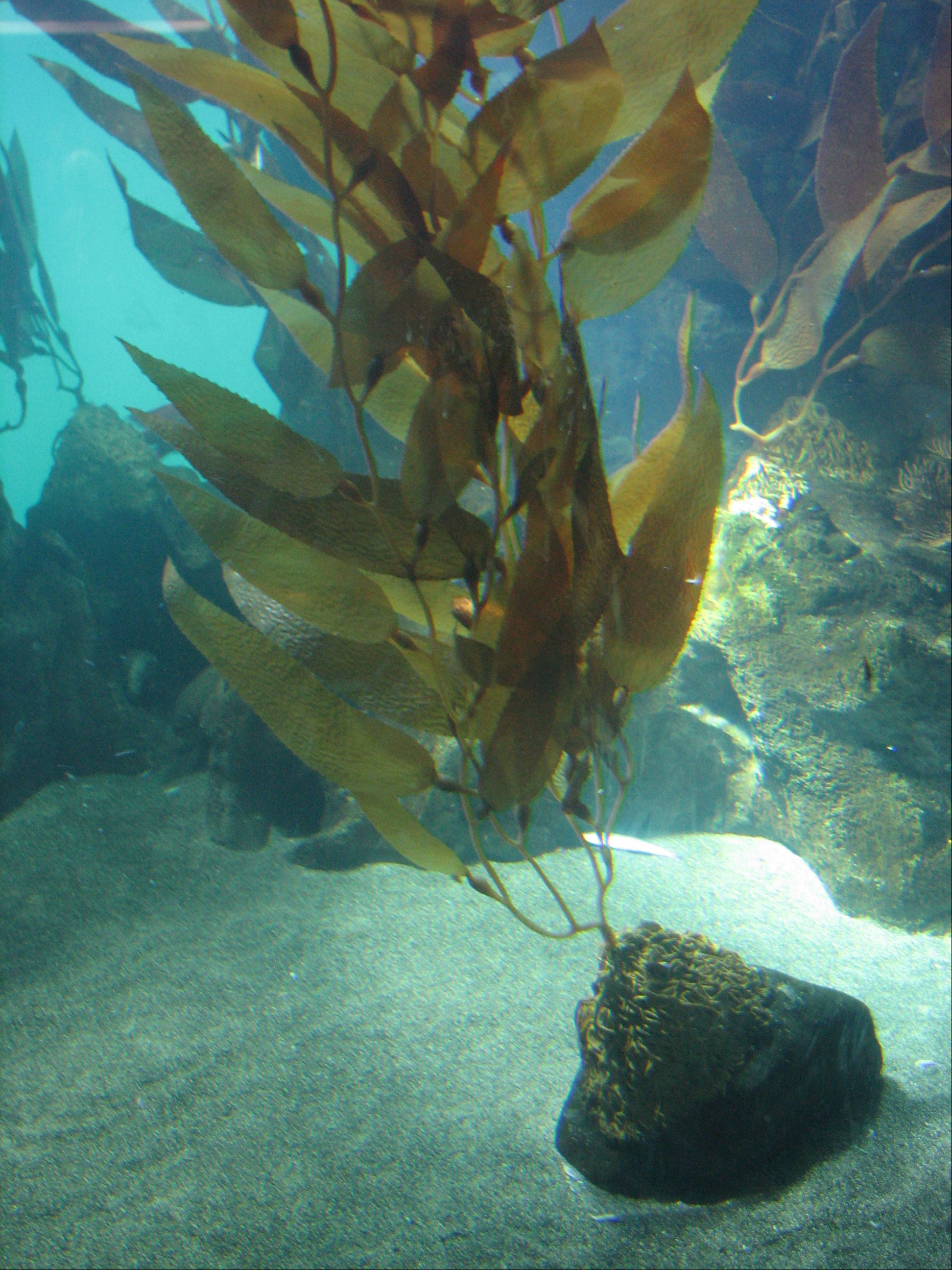